# Alfonso Lombardi

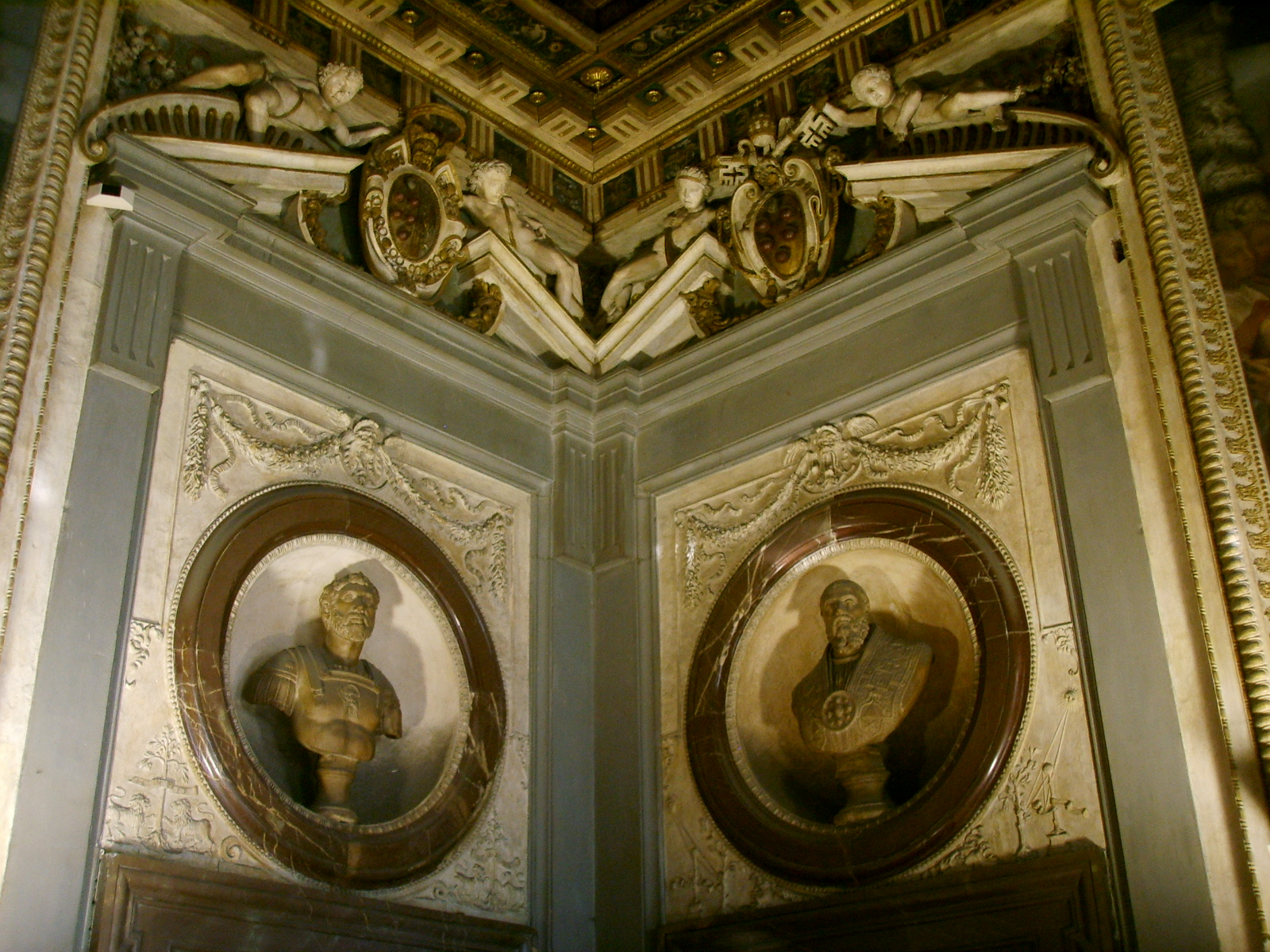
Bustes de la Salle de Léon X, Palazzo Vecchio, Florence.

Alfonso Lombardi ou Lombardi da Lucca, Alfonso da Ferrara et Alfonso Lombardo, (Ferrare, v. 1497 - Bologne, 1537) est un sculpteur et un médailleur italien de la Renaissance.

## Biographie
Alfonso Lombardi commence par travailler à Bologne et réalise des terracotte peintes en bronze pour le Palazzo d'Accursio vers 1519. En 1522, il lui est commandé la réalisation d'un groupe sculpté de 14 statues du Transito della Vergine pour l'oratorio di Santa Maria della Vita.
Il réalise vers 1524, la Compianto sul Cristo morto, pour la cathédrale San Pietro.
Il part ensuite pour Ferrare, pour les bustes des apôtres de la cathédrale, à Castel Bolognese, pour le Gruppo del Calvario de l'église San Petronio, à Faenza, pour un autre groupe et des travaux dans d'autres cités émiliennes. 
Sa réputation se consolide, même comme portraitiste, comme pour la venue de Charles Quint pour la cérémonie de couronnement du 22 février 1522 où il lui fait cadeau de son buste.
En 1531, il réalisa les bas-reliefs de la prédelle en marbre de l'Arca di San Domenico de la Basilique San Domenico.
Le cardinal Hippolyte de Médicis le prend sous sa protection et l'emmene à Rome pour préparer des modèles pour le monument funéraire du pape Clément VII, mais son projet n'aboutit pas à cause de la mort en 1535 de son protecteur. 
Il retourna ensuite à Bologne où il meurt prématurément, en 1537.

## Œuvres
- Transito della Vergine (1522), Oratorio di Santa Maria della Vita, Bologne.
- Ercole che abbatte l'Idra di Lerna (1519), Palazzo d'Accursio, Bologne.
- Lamentation du Christ (env. 1522-1526), cathédrale Saint-Pierre, Bologne.
- Gruppo della Madonna col Bambino e i santi Giovanni Evangelista e Giovanni Battista, Pinacoteca Civica, Faenza.
- Storie della vita del Santo, Adorazione dei Magi, bas-reliefs de la prédelle en marbre de l'Arca di San Domenico, Basilica di San Domenico.
- Modèles en stuc ou en cire pour de portraits et en médaillons fondus.
- Bustes de Clément VII, de Laurent duc d'Urbin...  au Palazzo Vecchio, Florence.